# (39382) Оппортьюнити
(39382) Оппортьюнити (англ. Opportunity; первоначально — 2696 PL) — небольшой тёмный астероид внешней части главного пояса, входящий в семейство Хильды. Имеет диаметр около 7,5 км. Открыт в рамках Паломар-лейденской программы в Паломарской обсерватории 24 сентября 1960 года. Первоначально астероид получил обозначение 2696 PL, однако затем его переименовали в (39382) Оппортьюнити — в честь марсохода программы Mars Exploration Rover космического агентства NASA — «Оппортьюнити».

Орбита астероида (39382) Оппортьюнити и его положение в Солнечной системе

## Открытие
Астероид (39382) Оппортьюнити был открыт 24 сентября 1960 года голландской астрономической парой Ингрид и Корнелисом ван Хоутеном, а также голландско-американским астрономом Томом Герельсом на основе фотографических пластинок, снятых в Паломарской обсерватории, Калифорния, США. 

### Обозначение объекта съёмки
Обозначение «PL» означает «Паломар-Лейден» (англ. «Palomar-Leiden») — в честь Паломарской и Лейденской обсерваторий, которые тесно сотрудничали в рамках Паломар-лейденской программы в 1960-х годах. Том Герельс использовал телескоп имени Самуэля Ошина (также известный как 122-сантиметровый телескоп системы Шмидта), расположенный в Паломарской обсерватории. Свои результаты в виде фотопластинок он отправлял Ингриду и Корнелису ван Хоутену в Лейденскую обсерваторию, где проводилась астрометрия. Этому трио приписывают открытие нескольких тысяч малых планет.

## Орбита и классификация
Астероид (39382) Оппортьюнити находится в самой отдалённой части главного пояса, являясь представителем семейства Хильды — группы астероидов, которые, как считается, возникли из пояса Койпера. Они движутся в орбитальном резонансе с газовым гигантом Юпитером в соотношении 3:2.
(39382) Оппортьюнити обращается вокруг Солнца с периодом 7 лет и 11 месяцев (2880 дней) на расстоянии 3,2-4,8 а. е.. Его орбита имеет эксцентриситет 0,2 и наклон 2,9° относительно плоскости эклиптики. Орбита астероида не пересекает путь ни одной из планет, и поэтому он не будет вытеснен со стабильной орбиты гравитационным полем Юпитера. В результате этого вполне вероятно, что астероид останется на своей орбите на протяжении многих тысяч лет.
Дуга наблюдения астероида начинается с момента его официального открытия, поскольку никаких наблюдений до его открытия не происходило.

## Физические характеристики

### Диаметр и альбедо
Согласно измерениям, проведённым инфракрасным космическим телескопом WISE, диаметр астероида составляет 7,45 км, а его поверхность имеет альбедо 0,061, что характерно для углеродистых астероидов.
По состоянию на 2017 год состав, форма и период вращения астероида остаются неизвестными.

## Именование
Данная малая планета была названа в честь марсохода космической программы Mars Exploration Rover — Оппортьюнити, по предложению первооткрывателя Ингрид ван Хаутен-Груневельд. Утверждённое название было опубликовано Центром малых планет 28 сентября 2004 года. Малая планета (37452) Спирит (Spirit) была названа в честь двойника «Оппортьюнити» — марсохода «Спирит».